# 博格斯布魯克鎮區 (明尼蘇達州密爾湖縣)
博格斯布魯克鎮區（英語：Bogus Brook Township）是位於美國明尼蘇達州密爾湖縣的一個行政鎮區。

## 地方資料
博格斯布魯克鎮區的面積為93.84平方千米，當中陸地面積為92.80平方千米，而水域面積為1.04平方千米。根據2020年美國人口普查的數據，當地共有人口1470人，而人口密度為每平方千米15.66人。